# Pygommatius calvus
Pygommatius calvus är en tvåvingeart som först beskrevs av Meijere 1911.  Pygommatius calvus ingår i släktet Pygommatius och familjen rovflugor. Inga underarter finns listade i Catalogue of Life.